# Justin Doellman
Justin Joseph Doellman (* 3. Februar 1985 in Cincinnati, Ohio) ist ein US-amerikanisch-kosovarischer Basketballspieler. Nach dem Studium in seiner Heimatstadt wurde Doellman 2007 professioneller Spieler in Europa, wo er zunächst drei Jahre in Frankreich spielte und einen Ligapokal „Semaine des As“ 2008 und einen französischen Pokalwettbewerb „Coupe de France“ 2010 gewann. Danach spielte er in der spanischen Liga ACB für verschiedene Vereine und gewann mit Valencia BC den Eurocup 2013/14. Nachdem er in diesem Wettbewerb bereits in der Vorsaison als einer der besten fünf Spieler ausgezeichnet wurde, erhielt er nach dem Titelgewinn die Auszeichnung als Most Valuable Player (MVP) der Finalspiele dieses Wettbewerbs. Auch in der regulären Saison der Liga ACB wurde er 2014 als MVP ausgezeichnet. Nach Saisonende wechselte Doellman zum spanischen Meister FC Barcelona.

## Karriere
Doellman machte seinen Schulabschluss jenseits der Grenze von Ohio im Boone County (Kentucky) in einem Vorort seiner Geburtsstadt. Zum Studium ging er an die Xavier University of Cincinnati, wo er von 2003 vier Jahre lang für die Hochschulmannschaft Musketeers damals in der Atlantic 10 Conference (A-10) der NCAA Division I spielte. Mit den Musketeers gewann Doellman 2004 und 2006 das Meisterschaftsturnier der A-10. Beim landesweiten NCAA-Endrundenturnier 2004 zog man bis ins „Regional final“ im Viertelfinale Elite Eight ein, das gegen die in der Regionalgruppe topgesetzten Blue Devils der Duke University nach Halbzeitführung mit drei Punkten Unterschied verloren ging. Zwei Jahre später verlor man bereits in der ersten Runde gegen die Bulldogs der Gonzaga University, während man 2007 in der zweiten Runde nach Verlängerung dem topgesetzten regionalen Rivalen und späteren Finalisten Buckeyes der Ohio State University unterlag. 
Zwar wurde Doellman 2007 als einer der besten fünf Spieler der A-10 ausgezeichnet, doch in der NBA-Draft 2007 blieb er von den Klubs der am höchsten dotierten Profiliga National Basketball Association unberücksichtigt. Nachdem er sich auch über die NBA Summer League bei den Charlotte Bobcats für keinen Vertrag in der NBA hatte empfehlen können, startete er eine Karriere als Profi in Europa. In der Saison 2007/08 spielte Doellman für die Mannschaft aus Cholet in Frankreich, mit der er den Ligapokal „Semaine des As“ 2008 gewinnen konnte. Als Finalist des Pokalwettbewerbs „Coupe de France“ und achtplatzierte Mannschaft der regulären Saison in der höchsten Spielklasse LNB Pro A schied man in den Play-offs um die Meisterschaft in der ersten Runde gegen den Hauptrundenersten Le Mans Sarthe Basket aus. In der folgenden Saison spielte Doellman für den Aufsteiger Basket Comté Doubs aus Besançon, der am Saisonende den Klassenerhalt um einen Sieg auf dem vorletzten Tabellenplatz verpasste. Mit seinem folgenden Verein aus Orléans verlor Doellman das Finalspiel im Ligapokal 2010 mit einem Punkt Unterschied gegen Rekordmeister ASVEL, doch im Pokalwettbewerb konnte man den ersten nationalen Titel für den Verein gewinnen. In den Play-offs schied der vormalige Vizemeister und Hauptrundensechste jedoch in der ersten Runde aus. Als Vizemeister des Vorjahres nahm die Mannschaft auch am höchsten europäischen Vereinswettbewerb EuroLeague 2009/10 teil, bei dem man bei der Premiere des Vereins in diesem Wettbewerb nur zwei von zehn Spielen in der Vorrunde gewinnen konnte.
Zur Saison 2010/11 wechselte Doellman in die spanische Liga ACB, wo er für den Verein CB Lucentum aus Alicante spielte. Mit der Mannschaft erreichte er auf dem drittletzten Tabellenplatz den Klassenerhalt. Für die folgende Saison wechselte Doellman zum Viertletzten Assignia Bàsquet aus Manresa, der sich am Saisonende mit Doellman auf den zwölften Tabellenplatz verbesserte. Als „Spieler des Monats Januar“ (spanisch MVP del mes de enero) empfahl sich Doellman für den Klub aus Valencia, mit dem er in der Saison 2012/13 auch wieder in europäischen Vereinswettbewerben antrat. Nachdem Valencia das nationale Pokalfinale im Copa del Rey de Baloncesto 2013 gegen den FC Barcelona verloren hatte, erreichte man im Eurocup 2012/13 das Halbfinale, das in Hin- und Rückspiel gegen den späteren russischen Titelgewinner Lok Kuban verloren ging. In der Meisterschaft verlor Doellman mit Valencia als Hauptrundenvierter in einer ungewöhnlichen Play-off-Serie in der ersten Runde gegen CAI Saragossa. Nach einem überdeutlichen 80:42-Erfolg im ersten Spiel verlor man unter dramatischen Umständen nach drei Verlängerungen das zweite Spiel mit 120:122 und gab dann auch das dritte und entscheidende Spiel der Serie zuhause ab. Doellman, der im Mai 2013 auf Basis seiner Effektivität erneut Spieler des Monats in der ACB geworden worden war, wurde auch im Eurocup unter die besten fünf Spieler des Wettbewerbs gewählt. Im folgenden Eurocup 2013/14 konnte Valencia, das jetzt auch Doellmans ehemaligen Mannschaftskameraden bei den Musketeers Romain Sato verpflichtet hatte, in Vor- und Zwischenrunde nur neun von 16 Spielen gewinnen und erreichte die K.-o.-Spiele ab dem Achtelfinale nur auf Basis des besseren direkten Vergleichs. Nachdem man im Achtel- und im Viertelfinale gegen den deutschen Vertreter Alba Berlin auf Basis eines Vorsprungs aus dem Hinspiel weitergekommen war, gewann man im Halbfinale und in den Finalspielen jeweils beide Partien und damit für den Verein bereits den dritten Titelerfolg als Rekordsieger dieses Wettbewerbs. Doellman wurde zum MVP der Finalspiele im Eurocup erklärt. Ungleich besser als in der Vor- und Zwischenrunde des Eurocups hatte Valencia in der Hauptrunde der Liga ACB abgeschnitten und war mit nur vier Niederlagen in 34 Spielen als Zweiter in die Play-offs gegangen. Doellman war insgesamt viermal Spieler der Woche, nur übertroffen von Tibor Pleiß mit fünf Auszeichnungen, und zweimal Spieler des Monats geworden und erhielt auf Basis seiner Effektivität auch die Auszeichnung als MVP der regulären Saison. In der Halbfinalserie der Play-offs hatte man gegen den vormaligen Vizemeister FC Barcelona Heimrecht, doch nachdem es nur Auswärtssiege in dieser Serie gab, schied Valencia mit dem letzten erfolgreichen Wurf von Marcelinho Huertas in den Schlusssekunden des fünften und entscheidenden Spiels aus der nationalen Titelvergabe aus. Anschließend wurde Doellman vom neuen Titelgewinner FC Barcelona, der den Rekordmeister und Titelverteidiger Real Madrid entthront hatte, für die Saison 2014/15 verpflichtet, wo Doellman auch wieder am höchsten europäischen Vereinswettbewerb EuroLeague 2014/15 teilnahm.